# Vattutjärnen (Älvdalens socken, Dalarna)
Vattutjärnen är en sjö i Älvdalens kommun i Dalarna och ingår i Dalälvens huvudavrinningsområde.